# Madison/Wabash (Metro de Chicago)
Madison/Wabash es una estación en las líneas Rosa, Verde, Marrón, Naranja y Púrpura del Metro de Chicago. La estación se encuentra localizada en Two North Wabash Avenue en Chicago, Illinois. La estación Madison/Wabash fue inaugurada el 8 de noviembre de 1896.  La Autoridad de Tránsito de Chicago es la encargada por el mantenimiento y administración de la estación.

## Descripción
La estación Madison/Wabash cuenta con 2 plataformas laterales y 2 vías. 

## Conexiones
La estación es abastecida por las siguientes conexiones de autobuses: 
- Rutas del CTA Buses: #14 Jeffery Express #20 Madison (servicio nocturno) #56 Milwaukee #60 Blue Island/26th (servicio nocturno) #124 Navy Pier #157 Streeterville/Taylor